# Konarzyny
Konarzyny [kɔnaˈʐɨnɨ] (kaschubisch Kònôrzënë; deutsch Groß Konarczyn, früher Groß Konarzin, Groß Konarzyn) ist ein Dorf und eine gleichnamige Landgemeinde im Powiat Chojnicki der Woiwodschaft Pommern in Polen. 

## Geographische Lage
Das Dorf liegt im ehemaligen Westpreußen, etwa  23 Kilometer nordwestlich von Chojnice (Konitz) und 40  Kilometer südlich der Stadt Bytów (Bütow) in Hinterpommern.

## Ortsname
Konarzyny (Konarschin, Konarßin oder Konarczin) ist außerdem der polnische Ortsname eines Dorfs am See Krangen (poln. Jezerio Krąg), etwa 20 Kilometer südöstlich der Stadt Kościerzyna (Berent). Der Ortsname des letzteren Dorfs ist mit dem Namen der preußischen Familie v. Schleewitz-Konarski verbunden, deren Stammsitz das Gut   Konarschin war.

## Geschichte
Die Region mit dem Dorf kam im 14. Jahrhundert in den Besitz des Deutschen Ordens und gehörte später zum autonomen, unter polnischer Schirmherrschaft stehenden Preußen Königlichen Anteils. Durch die Erste polnische Teilung von 1772 kam das westliche Preußen mit dem Gebiet von Schlochau zum Königreich Preußen.
Im Jahr 1785 wird Groß Konarzin als ein adliges Dorf mit einer katholischen Kirche und 19 Feuerstellen bezeichnet. Das Rittergut und Dorf Groß Konarzin gehörte bis 1919 zum Kreis Schlochau im Regierungsbezirk Marienwerder der Provinz Westpreußen des Deutschen Reichs. 
Nach dem Ersten Weltkrieg musste aufgrund der Bestimmungen des Versailler Vertrags 1920 der nordöstliche Teil des Kreises Schlochau, einschließlich des Dorfs Konarzin, zum Zweck der Einrichtung des Polnischen Korridors an Polen abgetreten werden. Durch den Überfall auf Polen 1939 kam das Territorium an das Reichsgebiet zurück, und der Kreis Schlochau wurde dem Reichsgau Danzig-Westpreußen zugeordnet, zu dem Groß Konarczyn bis 1945 gehörte.
Gegen Ende des Zweiten Weltkriegs besetzte im Frühjahr 1945 die Rote Armee die Region. Soweit deutsche Einwohner nicht geflohen waren, wurden sie in der darauf folgenden Zeit vertrieben.

### Bevölkerungsentwicklung
| Jahr | Einwohner | Anmerkungen                                      |
| ---- | --------- | ------------------------------------------------ |
| 1864 | 708       | davon 234 Evangelische und 454 Katholiken        |
| 1905 | 961       | davon 654 in der Landgemeinde, 307 im Gutsbezirk |

## Gemeinde
Zur Landgemeinde Konarzyny gehören sechs Orte mit einem Schulzenamt, sie hat 2285 Einwohner.